# Uragano Slam
Uragano Slam è l'unico album pubblicato da Stefania Rotolo, distribuito dall'etichetta RCA Italiana nel 1978.
L'album è stato pubblicato nel corso della seconda edizione del varietà Piccolo Slam, che vedeva la Rotolo conduttrice assieme a Sammy Barbot.
Il disco è prodotto ed arrangiato da Franco Miseria, già coreografo della soubrette e Marcello Mancini, giornalista ed autore televisivo compagno della cantante, con testi scritti da Renato Serio.
L'album conteneva brani in stile disco music, genere molto in voga in quel periodo, tra cui anche Go! (Disco Version), sigla della trasmissione, riarrangiata in una versione marcatamente disco. Tra gli altri brani I Got Rhythm, cover di un celebre standard jazz di George Gershwin e Ira Gershwin e L'Amore È Nell'Aria (Love Is In The Air), anch'essa cover in lingua italiana di un grande successo del cantante australiano John Paul Young. L'ultima traccia dell'album Manuel, porta la firma di Cristiano Malgioglio e Gian Pietro Felisatti.
La copertina realizzata da Gordon Faggetter, vede un disegno di Stefania in una posa disco che cita chiaramente John Travolta nel film La febbre del sabato sera.
L'album non è mai stato ristampato in CD e non esiste alcuna distribuzione digitale sulle piattaforme streaming.

## Tracce
Testi di Renato Serio, Marcello Mancini, Franco Miseria, Gian Pietro Felisatti, Cristiano Malgioglio, musiche di Marcello Mancini, Franco Miseria.
1. I Got Rhythm (Baby Version) (testo: George Gershwin e Ira Gershwin – musica: Marcello Mancini)
2. I Got Rhythm (Disco Version) (testo: George Gershwin e Ira Gershwin – musica: Marcello Mancini)
3. L'amore è Nell'aria (Love Is In The Air) (testo: Vanda-Young – musica: Mancini)
4. Aravath (Decimo Cielo) (testo: Mancini-Serio – musica: F. Miseria)
5. È Una Star (She's A Star) (testo: Lama-Dona – musica: Mancini)
6. Go (Disco Version) (testo: Mancini-Serio – musica: F. Miseria)
7. Manuel (testo: Malgioglio-Mancini-Felisatti – musica: Miseria)